# Wekiva Springs
Wekiva Springs ist ein census-designated place (CDP) im Seminole County im US-Bundesstaat Florida. Das U.S. Census Bureau hat bei der Volkszählung 2020 eine Einwohnerzahl von 23.428 ermittelt. 

## Geographie
Wekiva Springs grenzt direkt an die Städte Longwood (Osten) und Altamonte Springs (Süden) und liegt rund 15 km südwestlich von Sanford sowie etwa 10 km nördlich von Orlando. Der CDP wird von der Interstate 4 sowie von der Florida State Road 434 tangiert.

## Demographische Daten
Laut der Volkszählung 2010 verteilten sich die damaligen 21.998 Einwohner auf 9.452 Haushalte. Die Bevölkerungsdichte lag bei 982,1 Einw./km². 90,9 % der Bevölkerung bezeichneten sich als Weiße, 2,7 % als Afroamerikaner, 0,1 % als Indianer und 2,9 % als Asian Americans. 1,3 % gaben die Angehörigkeit zu einer anderen Ethnie und 2,1 % zu mehreren Ethnien an. 9,7 % der Bevölkerung bestand aus Hispanics oder Latinos.
Im Jahr 2010 lebten in 33,0 % aller Haushalte Kinder unter 18 Jahren sowie 29,2 % aller Haushalte Personen mit mindestens 65 Jahren. 73,5 % der Haushalte waren Familienhaushalte (bestehend aus verheirateten Paaren mit oder ohne Nachkommen bzw. einem Elternteil mit Nachkomme). Die durchschnittliche Größe eines Haushalts lag bei 2,53 Personen und die durchschnittliche Familiengröße bei 2,96 Personen.
24,9 % der Bevölkerung waren jünger als 20 Jahre, 17,4 % waren 20 bis 39 Jahre alt, 33,5 % waren 40 bis 59 Jahre alt und 24,0 % waren mindestens 60 Jahre alt. Das mittlere Alter betrug 45 Jahre. 48,0 % der Bevölkerung waren männlich und 52,0 % weiblich.
Das durchschnittliche Jahreseinkommen lag bei 75.784 $, dabei lebten 4,4 % der Bevölkerung unter der Armutsgrenze.
Im Jahr 2000 war Englisch die Muttersprache von 93,18 % der Bevölkerung, Spanisch sprachen 4,60 % und 2,12 % hatten eine andere Muttersprache.